# نيكا كفيكفيسكيري
نيكا كفيكفيسكيري (29 مايو 1992 بزوغديدي في جورجيا - ) هو لاعب كرة قدم جورجي في مركز الدفاع. شارك مع منتخب جورجيا تحت 17 سنة لكرة القدم ومنتخب جورجيا تحت 19 سنة لكرة القدم ومنتخب جورجيا تحت 21 سنة لكرة القدم ومنتخب جورجيا لكرة القدم. أما مع النوادي، فقد لعب مع ديلا غوري ونادي إنتر باكو ونادي تسخينفالي ونادي دينامو تبليسي وDinamo Zugdidi ‏.

## وصلات خارجية
- نيكا كفيكفيسكيري على موقع الاتحاد الدولي (مؤرشف)  (الإنجليزية)
- نيكا كفيكفيسكيري على موقع الاتحاد الأوربي (الإنجليزية)
- نيكا كفيكفيسكيري على موقع قاعدة بيانات كرة القدم.إي يو (الإنجليزية)
- نيكا كفيكفيسكيري على موقع ناشيونال فوتبول تيمز (الإنجليزية)
- نيكا كفيكفيسكيري على موقع Soccerway.com (الإنجليزية)
- نيكا كفيكفيسكيري على موقع AS.com (الإسبانية)